# Torpmossen
Torpmossen är en sjö i Mörbylånga kommun på Öland och ingår i Ölands huvudavrinningsområde. Sjön har en area på 0,158 kvadratkilometer och ligger 14,8 meter över havet. Torpmossen ligger i Stora Alvaret Natura 2000-område.

## Delavrinningsområde
Torpmossen ingår i det delavrinningsområde (626337-154575) som SMHI kallar för Rinner mot S Ölands kustvatten. Medelhöjden är 19 meter över havet och ytan är 79,43 kvadratkilometer. Det finns inga avrinningsområden uppströms utan avrinningsområdet är högsta punkten. Avrinningsområdets utflöde mynnar i havet, utan att ha någon enskild mynningsplats. Avrinningsområdet består mestadels av jordbruk (95 %). Avrinningsområdet har 0,09 kvadratkilometer vattenytor vilket ger det en sjöprocent på 0,1 %.